# 白箬鋪鎮
白箬鋪鎮（はくじゃくほちん）は、中華人民共和国湖南省長沙市望城区の鎮。

## 行政区画
- 白箬鋪社区
- 白箬鋪村
- 竜唐村
- 竜蓮村
- 桃林村
- 金良村
- 黄泥鋪村
- 光明村
- 大塘村
- 斉天廟村
- 金峰村
- 金峙村
- 古村
- 洪山村
- 勝和村

## 歴史
1958年、白箬人民公社と改編。1961年、白箬公社、友仁公社として分離独立。1984年、白箬公社、友仁公社はそれぞれ白箬郷、友仁郷と改編した。1995年6月、白箬郷・友仁郷が合併して白箬鋪郷となる。2001年11月29日、白箬鋪鎮に正式に改編した。

## 地理
白箬鋪鎮は望城区西南部に位置し、北は烏山街道と、東は雷鋒街道・黄金園街道と、西は夏鐸鋪鎮と、南は蓮花鎮・雨敞坪鎮とそれぞれ接している。

## 教育
- 白箬中学
- 金海学校

## 交通

### 道路
- 319国道
- G0421許広高速公路
- 金洲大道

## 観光
- 光明蝶谷

- 光明蝶谷の池
- 光明蝶谷
- 光明蝶谷
- 光明蝶谷
- 光明蝶谷の荘子彫像
- 光明蝶谷
- 光明蝶谷
- 光明蝶谷